# Centrale hydroélectrique de Pradières
La centrale hydroélectrique de Pradières est une centrale hydroélectrique dans le département de l'Ariège, en région Occitanie. 
Elle est située en rive droite du ruisseau d'Artiès dans la haute vallée de Vicdessos au lieudit Cayanes d'en-Bas, sur la commune d'Auzat.

## Historique
C'est entre 1937 et 1940 que la Société hydroélectrique des Pyrénées effectue les travaux de construction de la centrale.

## Captage des eaux et stockage
La centrale utilise les eaux amenées de plusieurs retenues par des conduites forcées. Les deux principales sont l'étang de Gnioure (1 831 m) et l'étang d'Izourt (1 652 m).
Elle utilise une turbine de type Pelton. 
La centrale, isolée en montagne, se situe à une altitude de 1 176 m.

## Production électrique
La centrale affiche une puissance de 35 MW,.

## Randonnée
Située sur le sentier de grande randonnée 10 et desservie par une route, elle constitue un point de départ en randonnée usité en direction du refuge de l'étang Fourcat (2 445 m) et la crête frontalière avec l'Andorre (paroisse d'Ordino).